# Starbuck (film)
Pour les articles homonymes, voir Starbuck.
Pour plus de détails, voir Fiche technique et Distribution.
Starbuck est un film comédie québécois sorti en juillet 2011, réalisé par Ken Scott, scénarisé par Martin Petit et Ken Scott. Le film remporte un franc succès au Québec et est exporté dans vingt-cinq pays. En France, il sort le 27 juin 2012. Le magazine américain Variety classe le film parmi les meilleurs films de 2013.

## Synopsis
David Wozniak est un adulte peu responsable qui découvre qu'il est le géniteur de 533 enfants conçus à partir de ses dons de sperme. Livreur pour la boucherie familiale, il est également poursuivi par des gangsters parce qu'il leur doit la somme de 80 000 $. Enfin, sa petite amie Valérie est enceinte de son enfant mais croit qu'il n'est pas assez mûr pour être père.
Cependant 142 de ses descendants essaient de forcer la clinique de fertilité à révéler la véritable identité de « Starbuck », le pseudonyme que David utilisait lorsqu'il donnait du sperme. Lorsqu'il reçoit les dossiers des individus en question, il ne peut résister à la tentation de les parcourir pour découvrir qui ils sont. Il se met à rencontrer certains de ses enfants biologiques, sans révéler qui il est, et leur apporte de l'aide comme il peut. Le jugement du procès reconnaît à David le droit de rester anonyme, mais touché par les rencontres qu'il a faites, il finit par dévoiler son identité. Lorsque Valérie accouche, beaucoup d'enfants de David viennent célébrer la naissance à la clinique.

## Fiche technique
- Titre original : Starbuck
- Réalisation : Ken Scott
- Scénario : Ken Scott et Martin Petit
- Musique : David Lafleche
- Conception visuelle : Danielle Labrie
- Décors : Elise de Blois
- Costumes : Sharon Scott
- Coiffure : Martin Rivest
- Maquillage : Kathy Kelso
- Direction de la photographie : Pierre Gill
- Son : Arnaud Derimay, Pierre-Jules Audet, Bernard Gariépy Strobl
- Montage : Yvann Thibaudeau
- Production : André Rouleau
- Société de production : Caramel Films
- Sociétés de distribution : 
  - Christal Films (Canada)
  - E1 Entertainment (États-Unis)
  - Diaphana Distribution (France)
  - China Lion Group (Chine)[5]
  - Europictures Distribuzione et Film (Italie)[6]
- Budget : 6 millions $ CA[7]
- Pays d'origine :  Canada
- Langue originale : français
- Format : 35 mm/DCP
- Genre : comédie
- Durée : 109 minutes
- Dates de sortie[8] :
  - Canada : 25 juillet 2011 (première au Théâtre Maisonneuve de la Place des Arts de Montréal)[9]
  - Canada : 27 juillet 2011 (sortie en salle au Québec)
  - Canada : 14 septembre 2011 (Festival international du film de Toronto (TIFF))[10]
  - Belgique : 2 octobre 2011 (Festival international du film francophone de Namur (FIFF))
  - Belgique : 20 juin 2012
  - France : 27 juin 2012
  - États-Unis : 22 mars 2013 (sortie limitée)
  - Chine : 12 avril 2013[11]
  - Italie : 29 août 2013[6]

## Distribution
- Patrick Huard : David Wozniak
- Julie Le Breton : Valérie, la petite amie de David
- Antoine Bertrand : l'ami avocat
- Igor Ovadis : le père de David
- Marc Bélanger : Paul, le frère sympathique de David
- Dominic Philie : le frère sévère de David
- David Michaël : Antoine, un descendant
- Patrick Martin : Étienne, acteur, un descendant
- David Giguère : le porte-parole des descendants
- Sarah-Jeanne Labrosse : Julie, une descendante
- Frédéric Gosselin : L'artisan du 17e siècle, un descendant
- Félix-Antoine Tremblay : Marco, sauveteur, un descendant
- Pierre Mailloux : proprio du café de quartier
- Patrick Labbé : maître Chamberlan
- Marie-France Lambert : infirmière intervenante
- Pascal Contamine : le coéquipier
- Catherine De Sève : lectrice de nouvelles
- Félix Brassard : Julien, descendant avec plusieurs amours
- Lise Thouin : juge Grevier
- Joujou Turenne : réceptionniste institut d'handicapés
- Laurent-Christophe De Ruelle : caissier librairie
- Bonfield Marcoux : directeur de banque
- Maxime Després : David 18 ans
- Léa-Marie Cantin : journaliste TVA
- Martin Petit : vidangeur
- Sébastien René : Raphaël, un descendant handicapé
- Charles-Alexandre Dubé : commis épicerie, un descendant
- Émilie Leclerc : jolie cégepienne, une descendante
- Iannicko N'Doua-Légaré : un descendant
- Sonia Cordeau : une descendante
- Mickaël Gouin : un descendant

## Titre du film
Le titre du film fait référence au taureau canadien de race Holstein, nommé Hanoverhill Starbuck ou simplement Starbuck, qui a produit des centaines de milliers de veaux par insémination artificielle dans les années 1980 et 1990.

## Box-office
Starbuck a connu un grand succès au Québec avec 3 455 025 $ au box-office, soit le meilleur film de l'année 2011 en termes de recettes.
En France, ce film a rencontré un succès inattendu avec 464 383 entrées pour environ 2 679 489 $ de recettes, ce qui le place au top 3 pour les films québécois en France, juste derrière La Grande Séduction qui avait fait 481 000 entrées.
Le démarrage en France a commencé en demi-teinte, avec 101 512 entrées pour 189 écrans. Par la suite, ce film a tenu une constance remarquable, avec une fréquentation entre 25 000 et 30 000 entrées durant les six premières semaines, malgré la présence de grandes productions américaines à l'affiche en même temps.
Aux États-Unis, le film original a cumulé 340 058 $ malgré la sortie limitée à 32 écrans par moments.

## Accueil critique
Dans l'ensemble, il obtient un accueil positif. Au Québec, les critiques sont globalement bonnes, en particulier Le journal de Montréal qui « s'attendait à une comédie comme une autre visant simplement à faire rire. Mais Starbuck se révèle finalement aussi touchant que drôle. Une belle surprise. » en leur donnant une note de 4 étoiles sur 5. En France, sur le site d'Allociné, il reçoit des critiques positives. La presse lui donne une moyenne de 3,4/5 basé sur 19 critiques presse. Les spectateurs lui donnent une moyenne de 4,3/5. Aux États-Unis, sur le site d'IMDb, il obtient la note de 7,3/10. Sur le site de Metacritic, il obtient un Metascore de 49/100 basé sur 23 avis. Le site de Rotten Tomatoes lui donne un taux d'approbation de 65% basé sur 66 votes.

## Reprises
Étant donné le succès de Starbuck, la France et les États-Unis ont chacun produit leur propre reprise du film.

### Delivery Man(États-Unis)
La compagnie DreamWorks et Steven Spielberg ont été séduits par Starbuck. Spielberg ajoute même qu'il « a adoré le film original qu’il a analysé scène par scène, et il a reconnu le grand talent de Ken Scott comme réalisateur. » . Exceptionnellement, Ken Scott, lui-même le réalisateur du film original, signe le scénario et réalise aussi le film américain sous le titre Delivery Man. Ce film devait sortir le 4 octobre 2013 aux États-Unis, mais lors des projections test devant le public organisées à Los Angeles, les réactions ont été excellentes et ils ont convaincu le studio DreamWorks de reporter au week-end de Thanksgiving, le 22 novembre 2013, soit l'une des périodes où de nombreux américains fréquentent les salles de cinéma, de façon comparable à l'été et aux vacances de Noël .
La grande première du film a eu lieu le 17 novembre 2013 à New York, lieu où il a été tourné. L'histoire est sensiblement identique à l'original, à quelques exceptions près. C'est l'acteur américain Vince Vaughn qui tient le rôle principal, tenu par Patrick Huard dans le film original.

### Fonzy(France)
Tout comme aux États-Unis, la France a été conquise et Isabelle Doval a été chargée de réaliser le reprise française sous le nom de Fonzy. Le vedette du film est José Garcia, dont le rôle est à l'origine tenu par Patrick Huard. Ce film sort en salles le 30 octobre 2013.

### Vicky Donor(Inde)
Vicky Donor, reprise en hindi réalisée par Shoojit Sircar, sort le 20 avril 2012. Il décroche plusieurs récompenses aux Filmfare awards 2013.

## Autour du film
- C'est Martin Petit qui est à l'origine de l'idée d'un « homme qui se retrouverait père d’une quantité hallucinante d’enfants grâce à ses dons de sperme ». Le réalisateur Ken Scott et Martin Petit ont pris cette idée au sérieux : « Rapidement, on s’est rendu compte que c’était un formidable point de départ pour faire une comédie autour de la paternité, d’autant plus que Martin et moi avons nous-mêmes plusieurs enfants. On avait l’impression que les pères cherchent à occuper une fonction de plus en plus importante au sein de la famille depuis quelques années. Cela nous semblait donc intéressant de travailler sur une thématique qui a évolué dans notre société[24]. »
- Ce film a reçu plusieurs récompenses à l'international, fait rare pour une comédie québécoise.

## Distinctions
Source : Internet Movie Database

### Récompenses
- Calgary International Film Festival 2011 : prix du public
- Festival international de Valladolid 2011 : meilleur acteur pour Patrick Huard, meilleur nouveau réalisateur pour Ken Scott
- Prix Génie 2012 : meilleure chanson pour "Quelque part" de Carole Facal, meilleur scénario original pour Ken Scott et Martin Petit, Prix Bobine d'Or
- Jutra 2012 : Billet d'or - Cineplex
- Festival international du film de Palm Springs 2012 : prix du public du meilleur film
- Festival international du film de Vancouver 2012 : VIFF du film canadien
- Festival international du film de comédie de l'Alpe d'Huez 2012 : Prix Spécial du Jury Screenvision[12]

### Nominations
- Festival international du film de Toronto 2011 : 3e au prix du public
- Prix Génie 2012 : meilleur film, meilleur acteur pour Patrick Huard, meilleur acteur dans un second rôle pour Antoine Bertrand, meilleure actrice dans un second rôle pour Julie Le Breton
- Jutra 2012 : meilleur acteur pour Patrick Huard, meilleure direction artistique pour Danielle Labrie, meilleure réalisation pour Ken Scott, meilleur scénario pour Ken Scott et Martin Petit, meilleur son pour Pierre-Jules Audet, Bernard Gariépy Strobl, Arnaud Derimay
- Vancouver Film Critics Circle Awards 2012 : meilleur acteur dans un film canadien pour Patrick Huard, meilleur film canadien, meilleur réalisateur d'un film canadien pour Ken Scott
- Jutra 2013 : film s'étant le plus illustré hors Québec